# Šipačina
Šipačina (cyr. Шипачина) – wieś w Serbii, w okręgu raskim, w gminie Raška. W 2011 roku liczyła 126 mieszkańców.